# Edmond Locard
Edmon Locard (Saint-Chamond, Ródano-Alpes, 13 de diciembre de 1877 - Lyon, 4 de mayo de 1966) fue un criminalista francés, considerado uno de los principales pioneros. Es famoso por enunciar el conocido como Principio de intercambio de Locard.

## Biografía
Locard estudió en la Universidad de Lyon, donde se licenció en Derecho y se doctoró en medicina. Trabajó como ayudante de otro pionero forense, Alexandre Lacassagne, profesor de medicina forense en la universidad. Continuó en este puesto hasta 1910, cuando fundó el Laboratorio de Criminalística de Lyon. Fue asimismo director del gabinete de la policía de la ciudad.
Edmond Locard escribió tratados de criminalística y poroscopia. Es autor de Traité de Criminalistique, un tratado en siete tomos que constituye una verdadera referencia en la materia, en el que afirmaba que «escribir la historia de la identificación es escribir la historia de la criminología». También es suya la frase «los restos microscópicos que cubren nuestra ropa y nuestros cuerpos son testigos mudos, seguros y fieles, de nuestros movimientos y de nuestros encuentros».
Las técnicas de Locard demostraron su utilidad con el Servicio Secreto francés durante la Primera Guerra Mundial, ya que era capaz de «conocer, tras examinar las manchas de los uniformes de los prisioneros y de los soldados, los lugares por los que habían pasado».
Locard ha recibido el nombre de «el Sherlock Holmes francés». Afirmó sobre este personaje: «Lo admirable en Sherlock Holmes es ese perfecto conocimiento de todo lo que se necesita haber estudiado para descubrir criminales; en lo cual es considerablemente superior a los policías de Edgar Allan Poe y de Émile Gaboriau. Sherlock no es más inteligente que Dupin, pero conoce mejor su oficio. En una época en que ningún especialista había escrito ningún tratado, su cerebro contiene la primera síntesis de la técnica policiaca».

## Poroscopia
Locard dejó a las futuras generaciones de forenses la Poroscopía, con la cual afirmaba se podía identificar a los sujetos. En Les pores et l’identification des criminels (1912) Locard concluía, según Ashbaugh (1999) que:
1. Los poros (terminaciones de las glándulas sudoríparas) presentan la triple característica de perennidad, inmutabilidad y variedad que permiten la identificación.
2. La identificación por comparación de los poros es una manera de confirmar la evidencia que deriva de las huellas digitales, añadiendo a la determinación de las líneas papilares, los detalles de los poros, que en una impresión típica se ven por cientos.
3. En la mayoría de los casos en donde la impresión digital o palmar está demasiado fragmentada para la identificación por el método dactiloscópico, que requiere un número mínimo de puntos característicos (minutae points en inglés), la comparación de poros que se pueden distinguir en el recorrido de las crestas, permite lograr una identificación positiva mucho más convincente para los magistrados.

Wentworth y Wilder en Personal Identification (1918) traen a colación algunos de los aspectos fundamentales de la identificación por Poroscopía según Locard:
1. El tamaño de los poros: que oscila entre los 88 y 220 μm de diámetro.
2. La forma individual de cada poro: redondos, elípticos, ovales, romboides, triangulares, etc.
3. La posición del poro en la cresta: sin duda, es la característica más útil y llamativa. Sin embargo, también es la que plantea más dificultades y, al igual que las anteriores, mucho tiene que ver con la calidad de la impresión. La posición de los poros puede variar con respecto a las otras adyacentes en la misma fila.
4. El número o frecuencia de los poros: este puede ser calculado en función del número de poros en una línea determinada o la cantidad de poros en un área específica. Locard observó que el número de poros en un centímetro de línea papilar varía entre 9 y 18.

## Principio de intercambio de Locard
El Principio de Locard se suele expresar así: 

Siempre que dos objetos entran en contacto transfieren parte del material que incorporan al otro objeto.
Principio de intercambio de Locard

El principio ha permitido obtener indicios relevantes en numerosos lugares, desde huellas en el barro o sus restos en neumáticos y calzado, hasta huellas dactilares o restos en las uñas.
Expertos criminalistas han señalado recientemente que el llamado Principio de intercambio de Locard, referido como tal en gran parte de la literatura criminalística y reconocido como uno de los más importantes de esta ciencia, no había sido formulado como tal por el propio Locard en su monumental obra. Locard hizo la observación «Il est impossible au malfaiteur d'agir avec l'intensit que suppose l'action criminelle sans laisser des traces de son passage», es decir, 'es imposible que un criminal actúe, especialmente en la tensión de la acción criminal, sin dejar rastros de su presencia'.
La primera referencia encontrada del principio del intercambio de Locard aparece en la obra de Reginald Morrish, The Police and Crime-Detection Today. El principio fue reiterado por L.C. Nickolls, en 1956, atribuyéndolo a Locard, quien lo habría enunciado en 1928, y confirmándolo como principio esencial aplicable al trabajo de los microscopistas forenses de todo el mundo.